# Гоголув (Нижньосілезьке воєводство)
Гоголув (пол. Gogołów, нім. Goglau) — село в Польщі, у гміні Свідниця Свідницького повіту Нижньосілезького воєводства.
Населення — 329 осіб (2011).
У 1975-1998 роках село належало до Валбжиського воєводства.

## Демографія
Демографічна структура станом на 31 березня 2011 року:
|          | Загалом | Допрацездатний вік | Працездатний вік | Постпрацездатний вік |
| -------- | ------- | ------------------ | ---------------- | -------------------- |
| Чоловіки | 164     | 35                 | 114              | 15                   |
| Жінки    | 165     | 34                 | 99               | 32                   |
| Разом    | 329     | 69                 | 213              | 47                   |